# Karl von Perfall (1851-1924)
Ne pas confondre Karl von Perfall (1824-1907), compositeur et directeur de théâtre.
Karl von Perfall, né le 24 mars 1851 à Landsberg am Lech et mort le 2 septembre 1924 à Haus Gierenfeld in Schöneberg/Siegkreis, est un écrivain, journaliste, historien et critique d'art allemand.

## Biographie
Karl von Perfall naît le 24 mars 1851 à Landsberg.
Il vit d'abord à Dresde, Vienne, Genève et Paris. En 1879, il prend la direction de la Dusseldorfer Zeitung et, en 1886, entre comme feuilletoniste et critique d'art à la Gazette de Cologne : il y rédige tous les ans un article sur les expositions de peinture de Paris, Munich et Berlin. Il publie sous le pseudonyme de Theodor von der Ammer : Münchener Bilderbogen (1878) ; Ein Wintermärchen (1879) ; il signe de son nom des nouvelles : Die Heiral der Herrn von Radenau (1884) ; Vicomtesse Bossu (1885) ; une pièce : Wanda (1883) ; et une série de romans : Vornehme Geister (1883) ; Die Langsteiner (1886) ; Ein Verhoeltniss (1887) ; Naturliche Liebe (1890) ; Die fromme Witve (1890) ; Verlornes Eden (1894) ; Das Kœnigsliebchen (1895).